# Fase, Four Movements to the Music of Steve Reich
Fase, Four Movements to the Music of Steve Reich es una coreografía de danza contemporánea de la coreógrafa belga Anne Teresa De Keersmaeker, creada en 1982 para dos bailarines sobre composiciones de música de fase de Steve Reich. Fase es la segunda composición de Anne Teresa De Keersmaeker, cuya escritura se inició en 1980 durante su estancia en los Estados Unidos y se completó a su regreso a Bruselas al año siguiente. El estreno de la versión completa tuvo lugar el 18 de marzo de 1982 en el Théâtre de la Bourse (Beursschouwburg) de Bruselas. Esta obra es considerada una pieza fundamental en el trabajo de la coreógrafa, y una de las principales coreografías de la danza contemporánea mundial.
La obra está compuesta por cuatro movimientos distintos, que consisten en tres pas de deux y un solo, que retoman directamente los títulos de cuatro obras de Steve Reich —Piano Phase (1967), Violin Phase (1967), Come Out (1966) y Clapping Music (1972)—, todas las cuales pueden ser interpretadas por separado o en combinación. De Keersmaeker bailó durante muchos años con su compañera Michèle Anne De Mey y en 1999 ganó un premio Bessie en Nueva York por esta coreografía. Fase ha sido programada regularmente durante casi cuarenta años en el contexto de varios espectáculos y eventos culturales en todo el mundo, con más de 200 actuaciones. Esta pieza marca el renacimiento del estrecho vínculo entre la danza y la música que Anne Teresa De Keersmaeker desarrolló a lo largo de su carrera,  y su éxito inmediato fue también el detonante para la fundación de la compañía Rosas en 1983 en Bruselas por la coreógrafa belga.

## Historia
Después del ballet Asch, la primera obra de Anne Teresa De Keersmaeker de 1980, Fase es la segunda coreografía de la joven artista flamenca. Consiste en cuatro movimientos escritos en dos tiempos y lugares diferentes. Los movimientos Violin Phase y Come Out fueron creados en los Estados Unidos en 1981 como parte de los estudios de Anne Teresa De Keersmaeker en la Tisch School of the Arts de la Universidad de Nueva York (NYU), desde 1980 hasta finales de 1981, mientras que Piano Phase y Clapping Music fueron concebidos después de su regreso a Bruselas en enero de 1982. Los ensayos del conjunto fueron dirigidos por Michèle Anne De Mey, —que participó en la creación durante los ensayos con De Keersmaeker— en el estudio de la compañía de Trojaanse Paard de Jan Decorte en Schaerbeek. El estreno de Fase, cuatro movimientos con música de Steve Reich tuvo lugar el 18 de marzo de 1982 en el Théâtre de la Bourse de Bruselas, y la obra se representó en varios centros culturales flamencos ese año con el apoyo de Hugo De Greef. El éxito inmediato de Fase y el reconocimiento internacional de Anne Teresa De Keersmaeker se concretaron en 1983 en el Festival Dance Umbrella de Londres y luego en su presentación en el Centro Pompidou de París. Durante el período comprendido entre 1982 y 1985 la obra se representó más de cien veces, y la carrera de la coreógrafa se inició en Europa.
Bailada durante muchos años por el dúo Anne Teresa De Keersmaeker y Michèle Anne De Mey, que fueron invitadas a actuar en festivales internacionales, las actuaciones de Fase se interrumpieron entre 1985 y 1992 cuando la coreógrafa decidió dejar de interpretar la pieza. Impulsada por el deseo de volver a bailar, después de haber dejado el escenario para dedicarse exclusivamente a la escritura coreográfica, De Keersmaeker la reprogramó de vez en cuando a partir de 1992, acompañada por otra bailarina, Tale Dolven, para los dúos. El éxito de Fase contribuyó en gran medida a la creación de la Compagnie Rosas al año siguiente, en 1983. La importancia de esta pieza y el creciente reconocimiento de la compañía hizo que Fase se interpretara en 1985 con miembros del Steve Reich and Musicians, quienes interpretaron la música en vivo al final de la gira internacional de la pieza que comenzó en 1982.
Steve Reich, que había dado su consentimiento en 1982 para el uso de sus composiciones, mientras De Keersmaeker trabajaba en Nueva York en 1981 con tres de los miembros del Steve Reich Ensemble, —Edmund Niemann y Nurit Tilles en los pianos, Shem Guibbory en el violín, que tocaría la música en el escenario con la compañía durante dos años—, no vio realmente Fase por primera vez hasta 1998, cuando regresó a The Kitchen en Nueva York. Escribió sobre esto:

No fue hasta 1998 que tuve la oportunidad de descubrir Fase, la obra maestra que había desarrollado en ese momento. Nunca había visto tal revelación coreográfica de mi trabajo. Ella había comprendido plenamente la esencia de mis primeras obras", llegando a declarar que la obra de Anne Teresa De Keersmaeker «era equivalente a la música. Emocional y psicológicamente, sentí que había aprendido algo sobre mi propio trabajo».

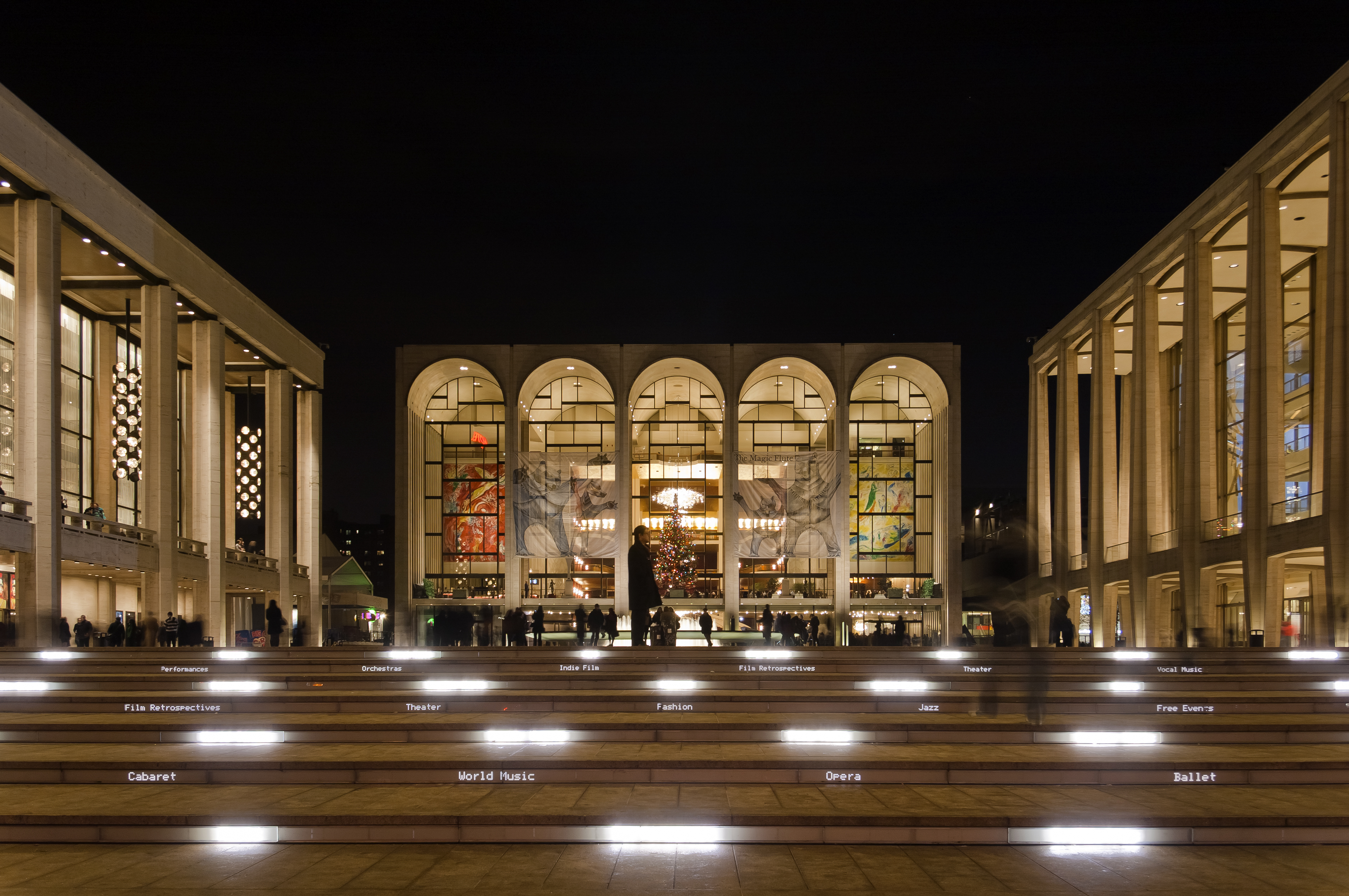
Lincoln Center en Nueva York.

Reich impuso la presencia de la pieza al año siguiente en el Festival del Lincoln Center para una retrospectiva dedicada a su trabajo. En esta ocasión, Anne Teresa De Keersmaeker recibió un segundo Premio Bessie: «para recompensar la gran teoría general del número y la danza, el pleno desarrollo del rigor intelectual y el sentido musical, el ardiente deseo por el cuerpo y la mente encarnado en los veinte años de historia de Rosas, y más emblemáticamente en su átomo inicial, la Fase». También como tributo, Fase, que se presentó en la Academia de Música de Brooklyn (BAM) en octubre de 2006, lanzó la celebración del 70.º cumpleaños de Steve Reich en la ciudad de Nueva York en el festival Steve Reich @ 70. La parte de Piano Fase, bailada por Cynthia Loemij y Tale Dolven en ese momento, se incorporó a la Velada de Steve Reich, que se representó en muchas ciudades del mundo entre 2006 y 2008. Del 12 al 16 de enero de 2011, la sección de la Violin Fase será nuevamente bailada por Anne Teresa De Keersmaeker en el Museo de Arte Moderno de Nueva York como parte de la Performance Exhibition Series sobre el tema de la línea en el arte del siglo XX. En marzo del mismo año, el conjunto fue bailado en su totalidad por Anne Teresa De Keersmaeker y Cynthia Loemij como parte de un ciclo de repertorio organizado por el Kaaitheater y que incluía cuatro de las piezas fundadoras de la coreógrafa, y luego volvió a actuar en tres representaciones en julio para complementar la creación de Cesena en el Festival de Aviñón, esta vez con Tale Dolven como pareja. Anne Teresa De Keersmaeker, que entonces tenía 54 años, y Tale Dolven volvieron a representar la pieza en julio de 2014 en un ciclo dedicado al coreógrafo en el Festival de Nueva York del Lincoln Center.
A partir de septiembre de 2018, durante una retrospectiva de once piezas del repertorio de la compañía Rosas presentadas en el marco del Festival d'Automne en París, la pieza pasa a dos nuevos dúos de bailarines, Yuika Hashimoto y Laura Maria Poletti o Laura Bachman y Soa Ratsifandrihana, que se presentan en diversos lugares de la región de Île-de-France y luego en nuevas giras mundiales que incluyen esta obra, que ha entrado en el repertorio de la compañía y se ha convertido en una piedra angular de la danza contemporánea. Sin embargo, en ciertos movimientos de la Fase, se introducen cambios significativos en la interpretación, principalmente vinculados a las singularidades de los intérpretes. Es la primera vez en treinta y siete años que De Keersmaeker no baila la Fase, y en particular el solo Violin Phase, que siempre ha interpretado ella misma —aunque, sin descartar la posibilidad de volver a hacerlo—, considerando que ha llegado el momento de pasar esta pieza a una generación más joven.

## Presentación general
Fase es una obra en cuatro movimientos.
1. Piano Phase;[28]
2. Violin Phase;[29]
3. Come Out;[30]
4. Clapping Music.[31]

Consiste en tres dúos en forma de pas de deux y un solo (Violin Phase), que pueden ser tocados por separado o parcialmente pero constituyen un todo. Su tiempo total de funcionamiento es de aproximadamente 50 minutos. Está íntimamente ligada a la música de fase de Steve Reich, que De Keersmaeker descubrió en Nueva York entre 1980 y 1982 durante sus estudios en la Universidad de Nueva York y que, por lo tanto, será la «compañera y ancla» de la coreógrafa. Al igual que la música que la sustenta, el principio básico de Fase es una escritura coreográfica pura, incluso austera, extremadamente rigurosa, matemática y geométrica, con el uso alternado del círculo y la línea recta. La propia coreógrafa reconoce que la pieza es «radical» basada en la búsqueda de lo que su cuerpo quería expresar con una especie de «non-savoir-faire».
La Fase se compone de ciclos repetitivos de movimientos simples que juegan con el rendimiento extremadamente físico de mantener el ritmo y la lógica de la fase/desfase durante los dúos. Aunque se trata de una escritura llamada «minimalista», el movimiento es expansivo y evolutivo,  utiliza la declinación alrededor del motivo central y es técnicamente muy difícil de sostener. Fase se inspira en gran medida en los procesos de acumulación de Trisha Brown, a quien De Keersmaeker admira, y en la obra de Lucinda Childs, que durante los años sesenta y setenta trabajó en estrecha colaboración con la nueva escuela minimalista de Nueva York. Trabajó con el Judson Dance Theater, en particular con el compositor Philip Glass y el artista visual Sol LeWitt, que produjeron respectivamente la partitura del mismo nombre y la escenografía/video de una de las piezas más importantes de Childs, Dance, que se estrenó en la Academia de Música de Brooklyn (BAM) en 1979. Esta obra, y en particular sus dos primeros movimientos, inspiró a Anne Teresa De Keersmaeker a componer las partes Violin Phase y Piano Phase, que tienen bases estilísticas similares, técnicas refinadas —lanzamiento de brazos y piernas, movimientos repetidos— y algunos principios coreográficos —desplazamientos, uso del círculo y la línea— que, sin embargo, se llevan al extremo en la propuesta de la coreógrafo belga, debido en particular al uso de la música de Reich, más teórica y radical que la de Glass sobre los principios de la repetición de patrones y el desplazamiento de fases.
La iluminación, dirigida por Remon Fromont y Mark Schwentner, es una parte esencial de la puesta en escena de Fase, ya que muestra y acentúa, especialmente a través de las sombras superpuestas generadas durante el primer movimiento, los procesos de desplazamiento mientras dan la impresión de que los bailarines son alternativamente cinco o seis y no dos, a la manera del uso del vídeo proyectado de Sol LeWitt de Lucinda Childs para Dance. Además, los sencillos y casi austeros trajes —pequeños vestidos grises y morados, zapatillas y calcetines blancos infantiles en los dos primeros movimientos, y luego pantalones y camisas ajustados— también serán una marca registrada de larga data de la identidad visual de De Keersmaeker.

### Primer movimiento:Piano Phase

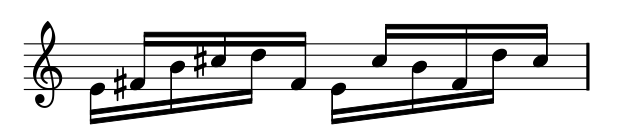
Motivo musical principal de doce notas de Piano Phase (1967) de Steve Reich.

Escrita a su regreso a Bruselas en 1982, es probablemente la parte más famosa de la obra, y la más tocada independientemente de los otros movimientos. Tal vez también la más espectacular porque es ciertamente la más visual por el juego de sombras que multiplica los bailarines. En esta primera parte, De Keersmaeker expone las bases de su baile repetitivo y muestra el proceso de «phasing-dephasing» de la famosa música Piano Phase de Reich compuesta en 1967. Las dos bailarinas, poderosamente iluminadas por cuatro focos laterales que crean sus sombras individuales y superpuestas sobre un fondo blanco, repiten durante unos 15 minutos un movimiento pendular del brazo y del cuerpo, combinado con un puntual y vigoroso medio giro brusco, intercalado con una subida en un dedo del pie dejado en suspenso antes de reanudar la secuencia. Siguiendo la música y su principio de cambio de fase, una de las bailarinas acelerará su movimiento en una duodécima parte de una fase, cambiando así su secuencia en relación con su pareja, hasta la oposición de fase, y la completa re-fase después de unos pocos minutos. Las dos bailarinas permanecen alineadas en el mismo plano, pero se desplazan de forma gradual e imperceptible hacia la parte delantera del escenario, creando un movimiento diagonal —con dos pasajes en un plano perpendicular al plano inicial, de cara a los espectadores—, continuando su secuencia en este nuevo plano, antes de volver al plano inicial al final de la obra musical encontrando una nueva vez la sincronización del principio de la pieza.

### Segundo movimiento:Violin Phase

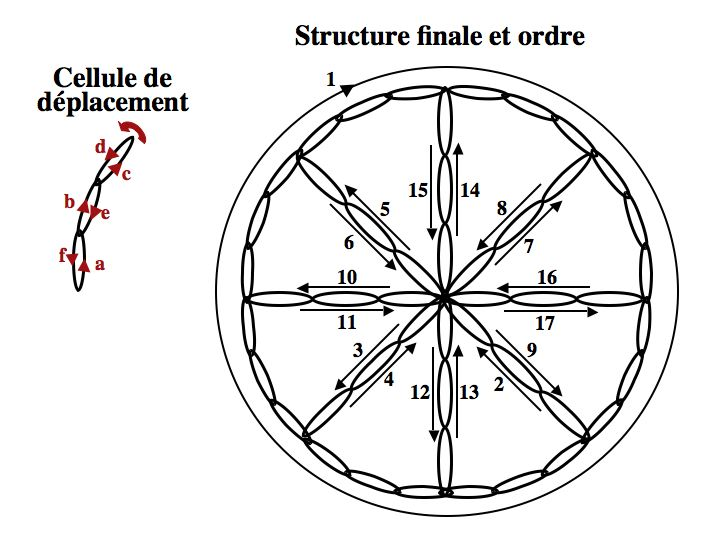
Representación esquemática del patrón de rosetas resultante, la dirección del movimiento y el orden de ejecución de los movimientos del Violin Phase.

Este es el solo del conjunto, bailado por Anne Teresa De Keersmaeker —esta vez en un círculo circular iluminado de forma cenital— en Violin Phase, una obra que Steve Reich compuso en 1967. Esta parte, de unos 18 minutos de duración, es en realidad la primera escrita por la coreógrafa y representada en abril de 1981 en el Festival of the Early Years de la Universidad Estatal de Nueva York (SUNY) en Purchase, Nueva York. Está directamente inspirado en el segundo movimiento de Dance (1979) de Lucinda Childs. Anne Teresa De Keersmaeker también utiliza un patrón de pirueta cercano al de Piano Phase, uniendo rigurosamente los diferentes puntos cardinales del círculo imaginario alrededor del cual la bailarina se mueve de forma alterna centrífuga y centrípeta. Solamente se muestra la pureza del gesto y los movimientos corporales, dibujando una roseta ficticia de ocho segmentos en el suelo con la punta del pie —esto se muestra explícitamente con los dibujos en la arena dibujados por Anne Teresa De Keersmaeker en el vídeo de Thierry De Mey de 2002, o durante las actuaciones en el MoMA de Nueva York en 2011 retomando este dispositivo en el escenario por primera vez con fines pedagógicos en torno al tema de la «línea en el siglo XX». El movimiento culmina alrededor de un clímax musical y coreográfico dos tercios del camino a través de un triple movimiento pendular que la bailarina realiza en el centro del círculo creado con su pierna derecha manteniendo el equilibrio sobre su pierna izquierda inmóvil, que luego repite más sucintamente en los cuatro puntos cardinales. La rotación de las figuras y de la bailarina, amplificada por la del vestido ligero, se refiere tanto a la circunvalación espiritual y física de la danza del Samâ' de los derviches sufíes que giran, como en las danzas infantiles y traviesas de las niñas que giran sus vestidos y aparecen con sus bragas en los bailes del pueblo. Algunos de los movimientos de esta parte se convertirán en motivos típicos, firmas, coreografías posteriores de la coreógrafa como el uso de la espiral, que ella considera como el «movimiento absoluto», y que el académico Philippe Guisgand califica como «la mayor obsesión espacial de De Keersmaeker». Ella misma confirma esta idea al afirmar, en 2002, sobre toda su obra que:

Violin Phase es el núcleo que contiene todo lo que quería.39

En este movimiento, Anne Teresa De Keersmaeker demuestra que la música no puede ser únicamente un acompañamiento para la danza. Para ella, su trabajo consiste en abordar un aspecto esencial de la escritura musical y convertirlo en la base de su gramática coreográfica, ya sea a través del uso del espacio, el tiempo o el propio gesto. Así, la partitura del Violin Phase, que tiene forma de rondó, implica, por transposición literal, el uso del círculo para la composición coreográfica.

### Tercer movimiento:Come out
Este movimiento de unos once minutos fue escrito con Jennifer Everhard, compañera de estudios de Anne Teresa De Keersmaeker, y se representó independientemente del conjunto para su estreno en octubre de 1981 en la Escuela de Artes Tisch de la Universidad de Nueva York. Bajo dos lámparas suspendidas, los bailarines, ahora vestidos con pantalones grises, camisas de color claro y botas, sentados en sus taburetes, repiten siete movimientos distintos de brazos y bustos, sin levantarse, de manera extremadamente brusca y caótica, pero girando gradualmente al ritmo de la frase grabada Come out to show them de Come Out, la segunda obra escrita por Reich en 1966. Esta parte es una ilustración bastante figurativa del contexto histórico de la composición de Reich, escrita a raíz de los disturbios de la población afroamericana que exigía la aplicación de los derechos civiles. En particular, los movimientos de los bailarines imitan la frase inicial: «Tuve que abrir mis moretones y dejar que saliera algo de sangre de los moretones para mostrarlos»", bajo la luz bruta de dos lámparas que evocan un interrogatorio brutal en una comisaría de policía.
Este movimiento también será la base del segundo movimiento de Rosas danst Rosas, la próxima coreografía de Anne Teresa De Keersmaeker escrita en 1983.

#### Cuarto movimiento:Clapping Music
También escrito a su regreso a Bruselas en 1982, este movimiento final consiste en que los dos bailarines se mueven en diagonal desde los bastidores del lado del patio hasta el escenario delantero del lado del jardín, pasando verticalmente por encima de las dos lámparas de Come Out, donde terminará el movimiento, basado en un simple movimiento sincrónico/asincrónico de sus pies desde los medios puntos hasta los pies planos en el suelo, con una repentina flexión de las rodillas en tensión acompañada de un movimiento opuesto de los brazos en media flexión.{sfn|Guisgand|2008|pp= 29-32}} Dura de 4 a 5 minutos y sigue los doce aplausos de Clapping Music (1972) interpretado en vivo por dos personas.

## Videografía de la Fase
Aunque muchas de las piezas de Anne Teresa De Keersmaeker fueron filmadas con anterioridad, el vídeo completo de Fase41 -un cortometraje de 12 minutos de Eric Pauwels, que data de 1983, y que captó la única sección de Violin Phase, no se realizó hasta 2002, con motivo del 20º aniversario de la fundación de la empresa Rosas. Concebida por Thierry De Mey, tiene un enfoque diferente de esta pieza que la que se interpreta en el escenario sin sustituirla.43. Fue filmado en diferentes lugares: en los estudios de ensayo de la compañía Rosas en  Forest para Piano Phase, en el edificio de Coca-Cola en Anderlecht para Come Out, en el arboreto de Tervuren para la Violin Phase y en el Félix Pakhuis en Amberes para Clapping Music. Muestra explícitamente la geometría de las creaciones de la coreógrafa, particularmente en la parte de Violin Phase. Para ello, esta parte se filma al aire libre en un escenario circular elevado cubierto con arena blanca. Mientras Ana Teresa De Keersmaeker baila, traza con la punta de sus pies el círculo en el suelo en el que está ambientada su coreografía, lo corta en cuatro y luego en ocho partes iguales, y gradualmente crea ondulaciones y crenaciones en las diversas líneas formadas, dibujando una rosa (o flor de loto), el símbolo del título de su compañía. La reanudación de las trayectorias de la bailarina borra y redibuja gradualmente los motivos, jugando así con la temporalidad y el espacio al ritmo de la composición de Reich.

## Recepción crítica
En los últimos cuarenta años, Fase ha sido interpretada más de 200 veces en el mundo, convirtiéndola en una de las piezas más bailadas de la danza contemporánea y un destacado éxito de crítica internacional, innegable a lo largo de cinco décadas.
Un profesor de danza de la Universidad de Nueva York que asistió a la primera presentación en Purchase de la versión parcial de Fase en 1981 describió a un «público aturdido» ante lo que vio como la revelación de «un nuevo tipo de coreografía salido de la nada». De hecho, la obra fue aclamada entre 1982 y 1985 por diversas instituciones europeas, que programaron un total de más de cien representaciones, durante este período, y que, fueron entonces, particularmente bien recibidas por la crítica, y le dieron una notoriedad inmediata. Además, su reprogramación de 1999 en Nueva York fue recompensada con un premio Bessie casi veinte años después de haberlo escrito en ese mismo lugar. Demostrando también la importancia de este trabajo en los hitos coreográficos y gramaticales propios de De Keersmaeker, Philippe Guisgand considera que más allá del mundo de la coreógrafa:

[Fase] creó su propio espacio que reorganizará todo el paisaje coreográfico belga.

En 2011, el lugar de Fase en la historia de la danza contemporánea es un poco más destacado por la programación del movimiento Violin Phase en el Museo de Arte Moderno de Nueva York —luego al año siguiente durante las actuaciones en la Tate Gallery de Londres—, y en esta ocasión algunos críticos cuestionaron la posible entrada de la danza en los museos de arte moderno y contemporáneo, en particular por esta obra. Además, Fase fue considerada durante el Festival de Aviñón de 2011 como uno de los «momentos felices» de la edición, muy marcada ese año por la danza contemporánea bajo la dirección de Boris Charmatz, que fue designado artista asociado.
Sin embargo, es importante señalar que el aspecto extremadamente repetitivo de los diferentes movimientos coreográficos puede llevar a algunos espectadores a encontrar estas piezas «exasperantes» debido a sus fundamentos basados en sutiles cambios, repeticiones y variaciones cuya expectativa y el «aumento de la atención» que requiere la obra también pueden causar «aburrimiento». Para Guisgand, esta obra debe pasar por la «aceptación de una dilatación del tiempo bajo el efecto de sucesivos desvelamientos», y si el espectador «sólo ve lo mismo, no tiene sentido quedarse; debe dejarse llevar para disfrutar de los diminutos efectos que surgen de manera creciente y descarada a medida que la pieza avanza».

## Ficha técnica

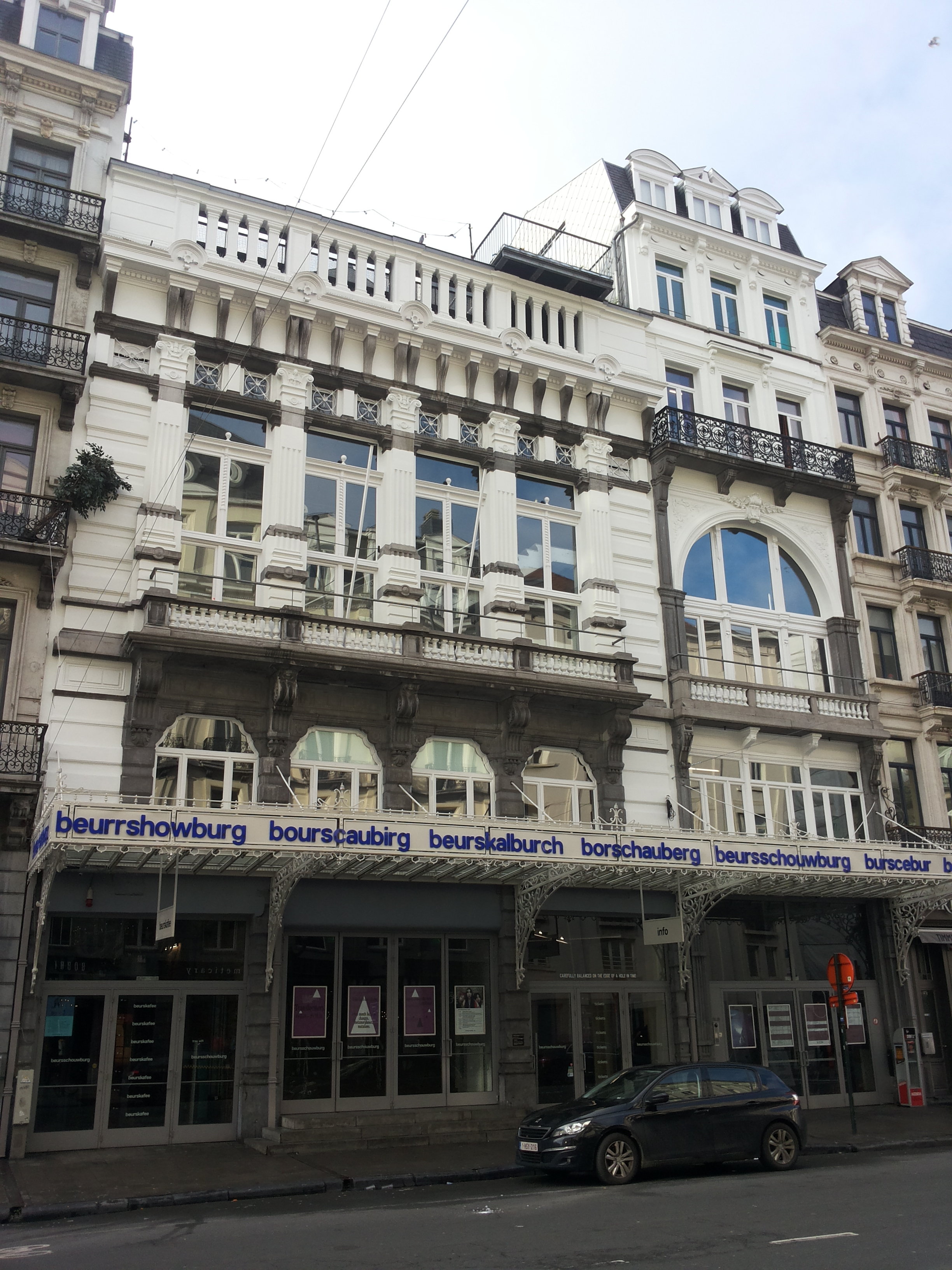
El teatro Beursschouwburg donde tuvo lugar la primera representación integral de la Fase en 1982.

- Coreografía: Anne Teresa De Keersmaeker.
- Bailarinas: Anne Teresa De Keersmaeker y Michèle Anne De Mey en la creación. Anne Teresa De Keersmaeker y Tale Dolven desde finales de los años 90 hasta 2015; Cynthia Loemij y Tale Dolven alternativamente. Yuika Hashimoto y Laura Maria Poletti alternando con Laura Bachman y Soa Ratsifandrihana desde 2018.[26][53]
- Música: Steve Reich: Piano Phase, Violin Phase, Come Out, y Clapping Music, interpretada en vivo por Edmund Niemann y Nurit Tilles en piano, y Shem Guibbory en violín.[13]
- Iluminación: Remon Fromont y Mark Schwentner.
- Vestuario: Martine André y Anne Teresa De Keersmaeker.
- Producción: Schaamte (Diseño), Compagnie Rosas y De Munt/La Monnaie.
- Estreno de la creación parcial: abril de 1981 en el Festival of the Early Years, en Purchase en los Estados Unidos.[8]
- Estreno de la versión completa: 18 de marzo de 1982 en el Théâtre de la Bourse en Bruselas, Bélgica.
- Estreno del renacimiento: 12 de noviembre de 1992 en el Théâtre Varia de Bruselas.[54]
- Representaciones: más de 200 representaciones de 1982 a 2020.
- Duración: unos 50 minutos.
- Premio: Premio Bessie el 24 de septiembre de 1999 en Nueva York.[48]